# Дашко, Игорь Тарасович
И́горь Тара́сович Дашко́ (укр. Ігор Тарасович Дашко, позывной — Масон; 18 июня 1977, Самбор — 9 апреля 2022, Мариуполь) — украинский военнослужащий, полковник пограничник Государственной пограничной службы Украины, участник российско-украинской войны. Герой Украины (19 марта 2022, посмертно).

## Биография
Игорь Дашко родился 18 июня 1977 года в городе Самбор Львовской области.
Учился в средней школе № 1 имени Тараса Шевченко города Самбор, который окончил в 1994 году.
Получал образование по направлению подготовки «Филология» в Академии Государственной пограничной службы Украины. После окончания учёбы в 1999 году начал службу в городе Мариуполь, в управлении ГНСУ. Затем окончил Приазовский государственный технический университет в Мариуполе по специальности «Интеллектуальная собственность».
С лета 2012 года по январь 2022 года проходил службу в Западном региональном управлении ГНСУ. Впоследствии занимал должность заместителя начальника отдела криминального анализа и информационно-аналитического обеспечения 1 пограничного отряда Восточного регионального управления Государственной пограничной службы Украины. Выполнял боевые задания в зоне проведения ООС.
За месяц до российского вторжения в Украину снова перевёлся в город Мариуполь.

### Гибель
9 апреля 2022 года, по заявлению украинских СМИ, взорвал себя гранатой на радиостанции в Мариуполе со словами «Слава Украине!».
21 июня 2023 года похоронен на Лычаковском кладбище.

## Награды
Звание «Герой Украины» с удостоением ордена «Золотая Звезда» (19 марта 2022, посмертно) — за личное мужество и героизм, проявленные в защите государственного суверенитета и территориальной целостности Украины, верность военной присяге.

## Память
29 сентября 2022 года во Львове в честь Игоря Дашко переименована улица Филатова.
Также в его честь есть улицы в Самборе и Хмельницком.